# 潘諾尼亞平原

潘諾尼亞平原（III.）東北方被喀爾巴阡山脈與外西凡尼亞高原包圍

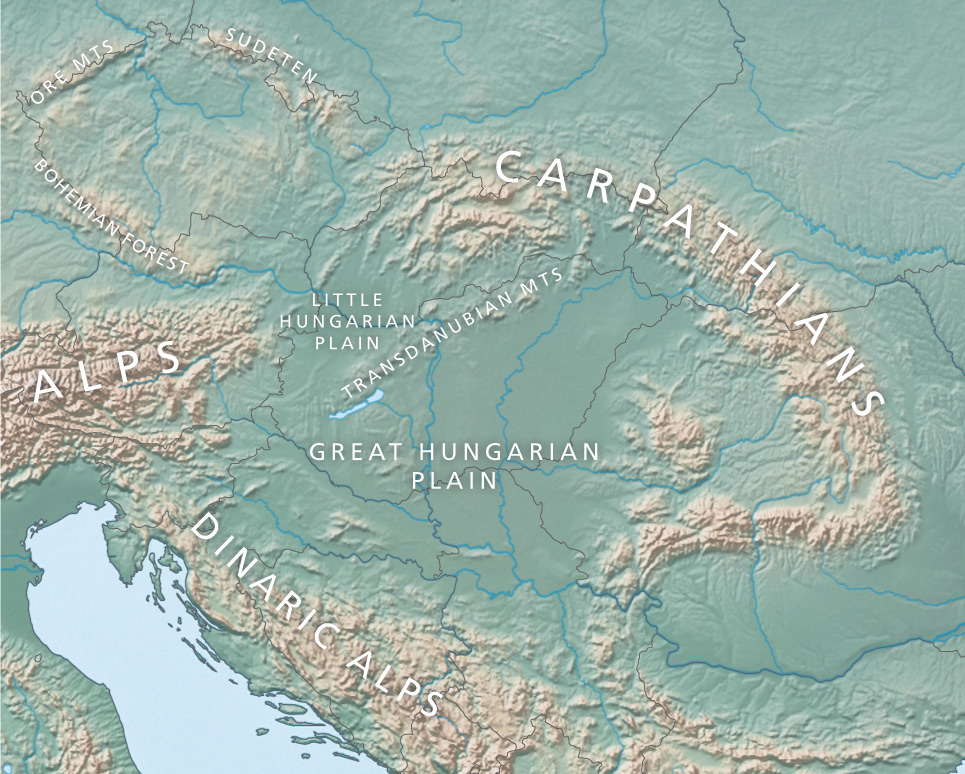
地形圖

潘諾尼亞平原（德語：Pannonische Tiefebene），又稱喀爾巴阡盆地（匈牙利語：Kárpát-medence）及潘諾尼亞盆地，是歐洲一大平原，分屬匈牙利、奧地利、克羅埃西亞、捷克、斯洛伐克、塞爾維亞和羅馬尼亞。周邊地區包括斯洛文尼亞和波斯尼亞。
潘諾尼亞平原屬於阿爾卑斯-喜馬拉雅山帶子系統，上新世時為淺海潘諾尼亞海，沉積物達3~4千米
。在馬札兒人轉向定居前,這里是游牧民族生活的地方。